# Oude Kustvlakte
De Oude Kustvlakte is een onderdeel van de kustvlakte in Suriname die zich grofweg uitstrekt van Moengo in Marowijne in westzuidwestelijke richting naar Apoera in Nickerie. De Oude Kustvlakte werd gevormd tijdens het Eemien, en heeft een hoogte van vier tot elf meter boven zeeniveau. 
Het wordt de Oude Kustvlakte genoemd omdat de sedimenten die zich hier aan de rand van het rotsachtige Guianaschild hebben opgehoopt, ouder zijn dan die in het andere, noordelijker deel van de kustvlakte, de Jonge Kustvlakte, die uit het Holoceen stammen.
Binnen de Oude Kustvlakte kan nog een ouder, zuidelijker deel, de Zanderij Formatie uit het Plioceen en de Coropina Formatie uit het Pleistoceen onderscheiden worden. Er zijn ook oudere formaties zoals de Burnside (Oligoceen) en Coeswijne (Mioceen) maar die liggen niet aan het oppervlak.
Deze formaties zijn allemaal ontstaan door de verwering van het oude schild van het binnenland en bestaan voornamelijk uit medium tot grof, hoekig kaolienhoudend kwartszand met ingebedde klei.  